# W.C. Fields
William Claude Dukenfield (født 29. januar 1880, død 25. december 1946), bedre kendt som W.C. Fields, var en amerikansk komiker, jonglør, skuespiller og forfatter. Han portrætterede ofte en misantropisk, drikfældig egoist, der trods sin vrissende foragt for hunde og børn forblev en sympatisk figur. Han var ophavsmand til en lang række mindeværdige udtalelser, som ofte citeres.
Fields' karriere begyndte i vaudeville, hvor han opnåede international succes som stum jonglør. Efterhånden indarbejdede han komik i sin optræden, og han var en fremtrædende medvirkende i Ziegfeld Follies-revyerne på Broadway i New York i flere år. Han blev stjerne i musicalen Poppy i 1923, hvor han spillede en farverig småsvindler. Hans senere teater- og filmroller var ofte på tilsvarende vis nogle slyngler eller tøffelhelte.
Blandt hans kendetegn var en ru dræven og et svulstigt sprogbrug. Hans udtryk var så levende i film og radio, at hans figur efterhånden blev synonymt med ham selv. Denne opfattelse blev understøttet af hans filmstudier (Paramount Pictures og Universal Studios) samt af Robert Lewis Taylors biografi om ham: W.C. Fields, His Follies and Fortunes (1949). Med barnebarnet Ronald Fields' udgivelse W.C. Fields by Himself (1973) med hans breve, billeder og noter fik man et mere nuanceret billede af W.C. Fields. Her fremgik det, at han var gift (senere separeret), og at han betalte til sin søn og elskede sine børnebørn.

## Barndom og ungdom
William Claude Dukenfield blev født i Darby, Pennsylvania, som ældste barn i en arbejderklassefamilie. Hans far, James Lydon Dukenfield (1840-1913), stammede fra en engelsk familie, der var emigreret fra Sheffield i 1854, og hans mor, Kate Spangler Felton (1854-1925), var ligeledes af engelsk afstamning. Claude (som han blev kaldt) havde et blandet forhold til sin temperamentsfulde far. Han løb fra niårsalderen gentagne gange hjemmefra og søgte ofte tilflugt hos sin bedstemor eller en onkel. Han fik en noget sporadisk undervisning og nåede aldrig længere end til grundskolen. Som tolvårig solgte han varer fra en vogn sammen med sin far, indtil de to havde et skænderi, der resulterede i, at han igen stak af. I 1893 arbejdede han kortvarigt i en butik og i en østersrestaurant.
Senere i livet pyntede Fields på historien om sin barndom og prøvede at fremstille sig som en, der var løbet hjemmefra og levede ved sine færdigheder på gaden i Philadelphia, fra han var ganske ung, men generelt lader det til, at han havde en tryg barndom. Han fandt tidligt ud af, at han havde talent for at jonglere, og en teaterforestilling ansporede ham til at bruge mere tid på at øve sig. Som syttenårig boede han fortsat hjemme og optrådte med at jonglere i kirker og teaterforestillinger. 
I 1904 optrådte han i en længere periode i England, og her besøgte hans far ham i et par måneder. Han kunne nu gøre det muligt for faderen at lade sig pensionere, og han købte et sommerhus til sine forældre. Han opfordrede også sine forældre og søskende til at lære at læse og skrive, så de kunne skrive sammen. 

## Karriere

### Scenekarriere
Som attenårig opbyggede Fields et jongleringsnummer inspireret af en anden jonglør, hvor han optrådte i en lurvet smoking med uplejet skæg som en "fornem" vagabondjonglør under navnet W.C. Fields. Han led af en stammen, der betød, at han ikke talte under sin optræden. Et par år senere indså han, at vagabond-figuren var ved at være fortærsket, så han ændrede sin stil til en mere excentrisk person. Han jonglerede med cigarkasser, hatte og andre genstande, der på det tidspunkt var ganske nyt. Nogle af disse numre er senere indarbejdet i hans film.
Som 21-årig rejste han omkring som komisk jonglør, og med sit nummer fik han stor succes både i Nordamerika og i Europa. Nummeret var i starten af det 20. århundrede nyt og interessant, fordi han ikke nøjedes med at bruge bolde, men også inddrog cigarkasser og hatte. Han udviklede sin siden så kendte småsnak, mens han lavede nummeret. Et andet nummer, der gjorde lykke, var en pool-sketch, hvor han brugte specielle borde og køer. 
I 1900 blev han gift med en korpige, Harriet "Hattie" Hughes, og de fik fire år senere sønnen Claude, mens Fields var på turne i England. Parret blev separeret i 1907.
I 1906 fik han sin debut på Broadway i et show af Florenz Ziegfeld og var efterhånden klar til filmdebuten.

### Filmkarriere
W.C. Fields fik sin filmdebut i 1915, men fortsatte på scenen med enkelte optrædener en del år endnu. Efter en stor succes på Broadway i 1923, hvor han spillede en bondefanger, fik han større roller i film, som han skrev manuskript til en del af. Hans eneste seriøse rolle var i en filmatisering af Charles Dickens' David Copperfield. Han spillede Mr. Micawber. Det glædede ham, da han gennem hele livet var begejstret for Dickens.
Med talefilmen fik han sin storhedstid, og han indspillede mange film. En helbredsmæssig dårlig periode – delvist forårsaget af hans store alkoholforbrug – satte en midlertidig stopper for filmindspilningerne. I stedet lavede han med med stor succes en række radioshows sammen med – en bugtalerdukke.
Han vendte tilbage til filmen og indspillede en håndfuld. Han døde juledag 1946 i nærvær af sin kæreste gennem femten år, Carlotta Monti.

## Udvalgt filmografi
- Pool Sharks (1915)
- Frihedens sønner (1924)
- Sally fra manegen (1925)
- Cyklonen (1926)
- Golf-specialisten (1930)
- En nation af krudtkarle (1932)
- Hvis jeg fik en million (1932)
- Tandlægen (1932)
- Store forretninger (1933)
- Barber med mer' (1933)
- Øllet blev hans skæbne (1933)
- Sam Bisbee, opfinder (1934)
- I den gamle stil (1934)
- Tøffelhelten (1934)
- Lille mor (1934)
- Mississippi (1935)
- David Copperfield (1935)
- Hvad er et hjem uden en fader (1935)
- Poppy (1936)
- Nar aldrig en ærlig mand (1939)
- Min lille cikade (1940)
- Bankrøvernes skræk (1940)
- Lad tåberne tabe (1941)
- Sensationernes dronning (1944)

## W.C. Fields' humor

### Særprægede pseudonymer og figurnavne
Fields brugte adskillige specielle navne, såvel på figurerne i de film, han indspillede, som til filmenes tekster om hans bidrag til manuskripterne.
Eksempler på pseudonymer:
- Otis Criblecolis
- Mahatma Kane Jeeves (dannet ud fra en replik fra en aristokrat til sin tjener: "My hat, my cane, Jeeves!" – "Min hat og min stok, Jeeves!")

Navne på figurer:
- Larson E. Whipsnade (Larson E udtales "larceny", der betyder tyveri)
- Egbert Sousé
- Ambrose Wolfinger
- The Great McGonigle

## Betydning
I sin samtid delte han vandene, idet hans humor ofte var på kanten af god moral. Men i de senere år er han blevet kult, og der er skrevet bøger om ham med fx hans mindeværdige citater. I Danmark har Fields altid haft mange fans, og i 1975 stiftede tegneserietegneren Rune T. Kidde Folkebevægelsen for W. C. Fields.
En moderne komiker som John Cleese har kaldt Fields for den største af alle komikere. I mange år er filmen Øllet blev hans skæbne blevet vist på DR nytårsaftensdag.
Hans specielle fysiognomi er nem at parodiere, og i Lucky Luke-albummet Western Circus er en lurvet og fordrukken cirkusdirektør med navnet Erasmus Mulligan tydeligvis modelleret over Fields.